# Aimé-Sulpice Pelletier
Aimé Sulpice Victor Pelletier, comte de Montmarie, genannt Aimé-Sulpice Pelletier (* 13. November 1772 in Boury-en-Vexin; † 2. November 1813 bei Leipzig) war ein französischer General der Kavallerie.

## Leben und Wirken
Durch seinen älteren Bruder – dem späteren General Louis-François Pelletier – begeisterte sich Pelletier ebenfalls für die Ideale der Revolution und schloss sich den revolutionären Truppen an. Er kam zur Kavallerie und konnte sich schon bald in den Revolutionskriegen durch Tapferkeit auszeichnen.
Pelletier zählte zu den frühen Anhängern Napoleons und als dieser 1798 seinen Feldzug nach Ägypten plante, meldete er sich als Freiwilliger. Er nahm an der Belagerung von Akkon (März/Mai 1799) teil und konnte sich in den Kämpfen bei den Pyramiden (21. Juli 1799) und vor Abukir (25. Juli 1799) wiederum durch Tapferkeit auszeichnen. Nach der erfolgreichen Belagerung von Alexandria (August/September 1801) durch britische Truppen, konnte Pelletier wieder nach Frankreich zurückkehren.
Nach weiteren Beförderungen kam Pelletier 1805 in den Stab von General André Masséna und blieb dort bis 1809. Als Stabsoffizier führte er in den Schlachten bei Caldiero (29./31. Oktober 1805) und Valvasone (11. November 1805) ein eigenes Kommando.
Im fünften Koalitionskrieg (1809) führte Pelletier ein Dragonerregiment und kämpfte unter General Charles Joseph de Pully u. a. bei Sacile (16. April 1809) und an der Piave (8. Mai 1809).
Als Napoleon 1812 seinen Krieg gegen Russland plante, holte er auch Pelletier in seinen Stab. Neben administrativen Aufgaben konnte sich Pelletier wiederum durch Tapferkeit in den Schlachten vor Kljastizy (28. Juli/1. August 1812) und Borodino (7. September 1812) auszeichnen. Bei Borodino wurde er verletzt, stand aber schon wenige Wochen später bei Polozk (18./20. Oktober 1812) an der Front. Auch an den Gefechten vor Krasnoje (15./18. November 1812) und an der Beresina (26./18. November 1812) nahm er teil.
Anlässlich von Napoleons Frühjahrsfeldzug wurde Pelletier mit Wirkung zum 22. Juli 1813 zum général de brigade befördert. Nach einigen Kämpfen und Gefechten, welche Pelletier ohne Blessuren überstanden hatte, wurde er bei einem Gefecht in Wachau (16. Oktober 1813) schwer verwundet. Bei der erstbesten Gelegenheit wurde er in ein Militärlazarett bei Leipzig verlegt. Dort erlag er, elf Tage vor seinem 41. Geburtstag, am 2. November 1813 seinen Verletzungen.

## Ehrungen
- 27. Juli 1809 Offizier der Ehrenlegion
- 26. April 1810 Baron de l’Émpire
- Sein Name findet sich am östlichen Pfeiler (19. Spalte) des Triumphbogens am Place Charles-de-Gaulle (Paris)